# カプコン ファイティング コレクション2
『カプコン ファイティング コレクション2』（Capcom Fighting Collection2）は、カプコンの対戦型格闘ゲームを8作収録したオムニバスソフト。2025年5月16日にWindows 10対応PC（Steam）・PlayStation 4・Nintendo Switch・Xbox One用にダウンロード専用とパッケージ版として販売。

## 概要
2024年8月27日配信の任天堂のWeb番組「Nintendo Direct mini ソフトメーカーラインナップ 2024.8.27」内で発表された。
全タイトルが同一機種版とのオンライン対戦プレイに対応している他、ミュージアムではイラストやBGMが視聴可能となっている。

## 収録タイトル
- カプコン vs. SNK MILLENNIUM FIGHT 2000 PRO
- カプコン vs. SNK 2 MILLIONAIRE FIGHTING 2001
- カプコンファイティングジャム
- ストリートファイターZERO3↑
- 燃えろ!ジャスティス学園
- スターグラディエイター2 ナイトメア オブ ビルシュタイン
- パワーストーン
- パワーストーン2